# Richterskala

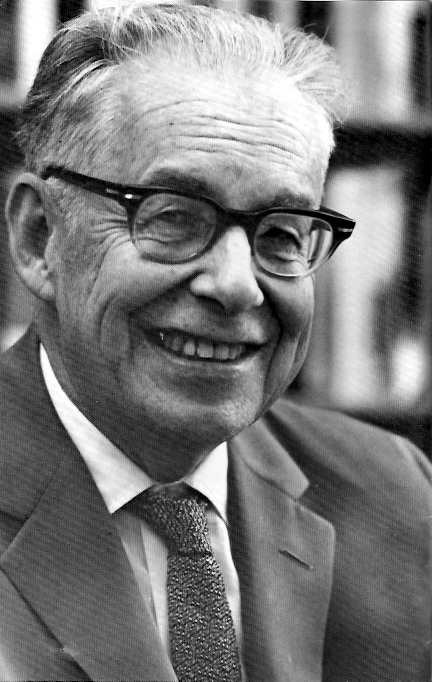
Charles Richter, Miterfinder und Namenspatron der Richterskala, um 1970

Die Richterskala ist eine Magnitudenskala zur Angabe der Stärke von Erdbeben. Sie basiert auf Amplitudenmessungen von Seismogrammaufzeichnungen, die in relativ geringer Distanz von wenigen hundert Kilometern zum Epizentrum gewonnen wurden. Sie ist daher auch unter dem Begriff Lokalbeben-Magnitude bekannt.
Für die Bestimmung der Stärke von Erdbeben werden heutzutage Aufzeichnungen von Messgeräten genutzt, die auf der gesamten Erdoberfläche verteilt sind. Der daraus ermittelte Wert wird meist auf der Momenten-Magnituden-Skala als Momenten-Magnitude {\displaystyle M_{\mathrm {w} }} angegeben. Fälschlich wird in der Presse dabei häufig von Werten der Richterskala gesprochen.

## Entstehung
Die Skala wurde von Charles Francis Richter und Beno Gutenberg am California Institute of Technology 1935 entwickelt und anfänglich als ML-Skala (Magnitude Local) bezeichnet. In seiner grundlegenden Veröffentlichung An instrumental Earthquake Magnitude Scale im Bulletin of the Seismological Society of America wandte Charles Francis Richter die erstmals von K. Wadati 1931 publizierte grundlegende Idee einer instrumentellen Erdbebenskala auf kalifornische Erdbeben an.

## Grundlagen
Aufgrund ihrer Definition ist die Richterskala nach oben unbegrenzt, die physikalischen Eigenschaften der Erdkruste machen aber ein Auftreten von Erdbeben der Stärke 9,5 oder höher nahezu unmöglich, da das Gestein nicht genug Energie speichern kann und sich vor Erreichen dieser Stärke entlädt. Die häufig in den Medien verwendete Bezeichnung „nach oben offen“ soll die instrumentelle Richterskala von den Intensitätsskalen abgrenzen, mit denen häufig Stärke und Zerstörungskraft eines Erdbebens charakterisiert werden.
Die meisten Magnitudenskalen erreichen im oberen Wertebereich eine Sättigung: Wächst die beim Beben freigesetzte Energie weiter an, ändert sich die Magnitude dann nur noch wenig und die Skala verliert ihre Linearität. Auch die Richterskala unterliegt diesem Phänomen, sie ist für Angaben oberhalb der Magnitude 6,5 daher nicht geeignet. Darüber hinausgehende Werte beziehen sich in der Regel auf andere Magnitudenskalen.

## Ableitung
Der angegebene Wert, die Magnitude oder Größenklasse, leitet sich aus dem dekadischen Logarithmus der maximalen Amplitude (Auslenkung) im Seismogramm ab. Die Bestimmung der Magnitude erfolgt nach folgender Beziehung:
{\displaystyle M_{\mathrm {L} }=\log _{10}\left(\!{\frac {A_{\max }}{A_{0}}}\!\right)},
wobei Amax den maximalen Ausschlag in Mikrometer (μm) angibt, mit der ein kurzperiodisches Standardseismometer (Wood-Anderson-Seismograf) ein Beben in einer Entfernung von 100 km zum Epizentrum aufzeichnen würde. Der Bezug {\displaystyle A_{0}} muss zwecks Korrektur gegebenenfalls auf die Verhältnisse für Beben in abweichenden Entfernungen angepasst werden.
Dazu wird die Dämpfung der Amplitude berücksichtigt, die wiederum von:
- der regionalen Geschwindigkeits- und Dämpfungsstruktur,
- dem Alter der Erdkruste,
- der Zusammensetzung der Erdkruste,
- der Herdtiefe sowie
- den Wärmeflussbedingungen

abhängt.
Streng genommen sind diese Kalibrierungsfunktionen nach Richter nur für Südkalifornien gültig und müssen für andere Regionen der Erde gesondert bestimmt werden.
Wegen des dekadischen Logarithmus bedeutet der Anstieg der Magnitude um einen Punkt auf der Skala einen etwa zehnfach höheren Ausschlag (Amplitude) im Seismogramm und näherungsweise die 32-fache Energiefreisetzung im Erdbebenherd. Eine Magnitude von zwei oder weniger wird als Mikroerdbeben bezeichnet, da es von Menschen oft nicht wahrgenommen werden kann und nur von lokalen Seismografen erfasst wird. Beben mit einer Stärke von etwa 4,5 und höher sind stark genug, um von Seismografen auf der ganzen Welt erfasst zu werden. Allerdings muss die Stärke über 5 liegen, um als mäßiges Erdbeben angesehen zu werden.

## Einteilung der Skalenwerte
Den Magnitudenwerten lassen sich typische Effekte im Bereich des Epizentrums zuordnen. Es ist zu beachten, dass die Intensität und dadurch die Bodeneffekte nicht nur von der Magnitude abhängen, sondern auch von der Distanz zum Epizentrum, der Tiefe des Erdbebenherdes unter dem Epizentrum und den lokalen geologischen Bedingungen.

### Richter-Magnituden
| Richter- Magnituden | Einteilung der Erdbebenstärke | Erdbebenauswirkungen | Häufigkeit der Ereignisse weltweit (ca.) | freigesetzte Energie (TNT-Äquivalent (Energie)) |
| ------------------- | ----------------------------- | --- | ---------------------------------------- | ----------------------------------------------- |
| <2,0                | Mikro                         | Mikro-Erdbeben, Anm. 1 nicht spürbar | 8000 × pro Tag (ab Magnitude 1,0)        | bis 1 t (bis 4,2 GJ)                            |
| 2,0 … <3,0          | extrem leicht                 | Generell nicht spürbar, jedoch gemessen | 1500 × pro Tag                           | 1 bis 32 t (4,2 bis 132 GJ)                     |
| 3,0 … <4,0          | sehr leicht                   | Oft spürbar, Schäden jedoch sehr selten | 135 × pro Tag                            | 32 bis 1000 t (132 bis 4200 GJ)                 |
| 4,0 … <5,0          | leicht                        | Sichtbares Bewegen von Zimmergegenständen, Erschütterungsgeräusche; meist keine Schäden | 35 × pro Tag                             | 1 bis 32 kt (4,2 bis 132 TJ)                    |
| 5,0 … <6,0          | mittelstark                   | Bei anfälligen Gebäuden ernste Schäden, bei robusten Gebäuden leichte oder keine Schäden | 4 1⁄2 × pro Tag 1600 × pro Jahr          | 32 bis 1000 kt (132 bis 4200 TJ)                |
| 6,0 … <7,0 Anm. 2   | stark                         | Zerstörung im Umkreis bis zu 70 km | 130 × pro Jahr                           | 1 bis 32 Mt (4,2 bis 132 PJ)                    |
| 7,0 … <8,0 Anm. 2   | groß                          | Zerstörung über weite Gebiete | 13 × pro Jahr                            | 32 bis 1000 Mt (132 bis 4200 PJ)                |
| 8,0 … <9,0 Anm. 2   | sehr groß                     | Zerstörung in Bereichen von einigen hundert Kilometern | 0,9 × pro Jahr                           | 1 bis 32 Gt (4,2 bis 132 EJ)                    |
| 9,0 … <10,0 Anm. 2  | extrem groß                   | Zerstörung in Bereichen von tausend Kilometern | 5 × in 122 Jahren (1952/60/64, 2004/11)  | 32 bis 1000 Gt (132 bis 4200 EJ)                |
| ≥10,0 Anm. 2        | globale Katastrophe           | Noch nie registriert, vermutlich hat der Asteroideneinschlag im Yucatán vor 66 Millionen Jahren ein Beben von ≈11.0 ausgelöst. Schätzungsweise 30 bis 50 m hohe Tsunamiwellen sorgten für weltweite Überflutungen der Landmassen. | 1× in 66 Mio. Jahren                     | ab 1000 Gt (ab 4200 EJ)                         |

### Negative Werte
Richter hatte seinerzeit die Magnitude 0 auf einen Wert der Bodenschwingung bezogen, der ihm als der kleinstmögliche jemals messbare Wert erschien, daher legte er einen Seismometer-Ausschlag von einem Mikrometer in 100 Kilometer Entfernung vom Herd des Erdbebens als Nullpunkt fest. Heute können mit modernen elektronischen Seismographen sogar über 1000-mal kleinere Bodenbewegungen als in den 1930er Jahren gemessen werden. Das bedeutet aber, dass sehr schwache, heute ganz lokal gerade noch messbare Erdbeben negative Magnituden (bis etwa −2 bis −3) haben können.
Wobei man sich im Klaren sein muss, dass ein Beben der Stärke −3 einer Energie von 125 J/30 mg TNT entspricht, was dem Fallenlassen eines 6-kg-Hammers aus 2 m Höhe entspricht, d. h. Beben dieser Stärke entstehen permanent durch nicht-geologische Prozesse, wie z. B. den Straßenverkehr, Bauarbeiten, Produktionsmaschinen, Gewitter usw.
Derzeit nachweisbare Gravitationswellen entsprechen einer Stärke von etwa −12 auf der Richterskala.

## Bezug zu anderen Skalen
Trotz des grundlegend anderen Ansatzes der Richterskala wird häufig versucht, diese mit den Intensitätsskalen, wie etwa der modifizierten und mehrfach weiterentwickelten Mercalliskala des Italieners Giuseppe Mercalli (1850–1914), in Bezug zu setzen. Auf einer weiteren Intensitätsskala, der so genannten MSK-Skala (Medwedew-Sponheuer-Karnik-Skala), wird die Stärke eines Bebens beispielsweise in zwölf Stärkegraden angegeben. Die Abstufung orientiert sich sowohl an subjektiven als auch an objektiven Kriterien. In Japan ist als Intensitätsskala die JMA-Skala verbreitet, als Magnitudenskala wird die JMA-Magnituden-Skala herangezogen.
Seit geraumer Zeit wird in vielen Fällen auch die Momenten-Magnituden-Skala (Abkürzung MW) angegeben, deren Bestimmungsgrößen auf den physikalischen Parametern im Erdbebenherd beruhen.
Der logarithmische Zusammenhang zwischen Energie und Magnitude lässt sich näherungsweise zusammenfassen mit
{\displaystyle M=2+{\frac {2}{3}}\log _{10}W}  bzw.  {\displaystyle W=10^{1{,}5(M-2)}=\left({\frac {A_{\max }}{100\,A_{0}}}\right)^{\!1{,}5}\approx {\frac {31{,}6^{M}}{1000\ }}} ,
wobei M die Magnitude und W die äquivalente (explosive) Energie in Tonnen TNT ist.